# Casa de Medinaceli

Armes dels de la Cerda

La Casa de Medinaceli s'origina amb Alfons X, rei de Castella, i Violant d'Aragó (1235-), filla de Violant d'Hongria (1219-1251), que van tenir dos fills: el petit Sanç IV de Castella, que continua la casa reial de Castella, i l'hereu Ferran de la Cerda (mort el 1275), casat amb Blanca de França. Ferran de la Cerda va morir i els seus fills, Alfonso de la Cerda el Desheretat i Ferran de la Cerda (coneguts com a Infants de la Cerda), no van poder fer valer els seus drets. Ferran va morir el 1322, i Alfons, el 1327. La línia de Ferran continua en el seu fill gran, Juan de la Cerda, que va ser senyor de Lara i Biscaia (per la seva mare Juana Núñez de Lara, la Colometa),i la filla Blanca (casada amb Juan Manuel de Castella) va tenir una filla, anomenada Juana Manuela, que fou reina de Castella al casar amb Enric II, al qual va aportar les senyories de Lara i Biscaia, però no van tenir descendència. El darrer cap de la casa ha estat el príncep Marco de Hohenlohe-Langenburg y Medina, duc de Medinaceli entre 2014 i 2016.

## Orígens
La casa de Medinaceli es va iniciar amb la concessió del títol del comtat de Medinaceli a Bernardo de Bearne, fill il·legítim de Gastó III de Foix, com a agraïment als serveis prestats durant la primera guerra civil castellana (1351-1369) entre el rei Pere I de Castella i el pretendent Enric de Trastàmara, que va acabar amb l'entronització d'aquest com a Enric II. A més, Bernardo va casar-se amb la donzella Isabel de la Cerda, filla del comte de Clarmont i neta de l'infant Alfons de la Cerda i, per tant rebesneta d'Alfons X el Savi. Isabel va fer una aportació d'un important patrimoni, la senyoria d'El Puerto de Santa María, entre altres estats, com Huelva i Gibraleón. A més, a causa del seu origen clarament regi, els descendents de Bernardo van preferir posar èmfasi en el seu llinatge castellà i van utilitzar el cognom matern «de la Cerda», en lloc el del patern, de fet el net de Bernardo, Luis de la Cerda, III comte de Medinaceli, va ser el primer en emprar el cognom matern, a diferència del seu pare i predecessor, Gastón de Bearne.

## Dinastia de Foix
Isabel va morir el 1385 i va deixar tots els seus títols i dominis, encapçalats pel comtat de Medinaceli, al seu fill Gastó I de Foix o de Medinaceli. Gastó, que utilitzava el cognom del pare, tenia una germana, Maria, que va morir jove; tenia a més a més dos germanastres (fills il·legítims de Bernat) anomenats Joan o Joana, sense drets successoris.
Gastó I va morir el 1404. De la seva muller, Mencía de Mendoza, en va tenir dues filles, Isabel i Leonor, que van morir joves, i un fill, Luis I, que va heretar.
Luis I de la Cerda y Mendoza o Luis I de Medinaceli (va adoptar oficialment el cognom "de la Cerda") es va casar dues vegades: la primera amb Juana de Sarmiento i la segona amb Juana de Leiva. Va permutar Garganta de la Olla, Pasarón y Torremega amb el seu cosí el primer comte d'Alba de Tormes, i va rebre a canvi part de Cogolludo i Loranco. Del primer matrimoni en va tenir dos fills: Gastón II de la Cerda y Sarmiento, Maria (casada amb Juan Alfonso de Guzmán, comte de Niebla i duc de Medina-Sidonia, a qui va aportar com a dot la senyoria de Huelva); del segon matrimoni va tenir a Juan, senyor de Torrequadrada (que va tenir només un fill natural, Antonio, tronc dels senyors de Pior i Atanzón); Mencía (esposa d'Álvaro de Luna, net del conestable de Castella) i Isabel.
Gastón II de la Cerda y Sarmiento va morir el 1454. Casat amb Leonor de la Vega y Mendoza, senyora de Cogolludo (filla del marquès de Santillana) va rebre d'ella aquesta senyoria, que va afegir a la part que ja en posseïa. Van tenir tres fills: Luis II de la Cerda y de la Vega; Íñigo Lope de la Cerda y de la Vega, senyor de Miedes (casat amb Brianda de Castro, senyora de Madayona) tronc dels senyors de Miedes i Madayona; i Juana, senyora de Muñoz (casada amb Álvaro de Mendoza, comte de Castrojeriz).
Luis II de la Cerda y de la Vega va heretar els títols i dominis el 1454, i va ser creat duc de Medinaceli i comte de Puerto de Santa Maria per als reis Ferran i Isabel. Es va casar amb Catalina Laso de la Vega, però l'enllaç fou anul·lat; després es va casar amb Leonor de Foix, filla del comte de Foix, que va morir poc temps després; es va casar en terceres núpcies amb Anna d'Aragó i de Navarra, filla legitimada del príncep de Viana i de María Armendáriz, però no va tenir fills mascles de cap d'elles, només una femella anomenada Leonor amb la darrera esposa (aquesta Leonor es va casar amb Rodrigo Díaz de Vivar y Mendoza, fill natural del gran cardenal d'Espanya). El rei Ferran va voler que es casés amb la seva mateixa germana Leonor de Navarra i amb Mencía Manuel de Portugal, però el duc estava amistançat amb Catalina Vique de Orejón (coneguda per Catalina del Puerto) amb la qual tenia fills i, finalment, s'hi va casar formalment (quartes núpcies) i va reconèixer el fill gran Juan, però no els altres dos.
El fills naturals van ser: Juan I de la Cerda y Vique; Alfonso Vique, senyor d'Enciso, casat amb María Gómez de Ciudad Real, que era el tronc de la família dels Cerdas-Granadas de Calataiud, i Pedro Vique, senyor d'Adalid, casat amb María del Castillo Zúñiga y Reinoso.
Juan de la Cerda y Vique, duc de Medinaceli, va heretar, doncs, del seu pare quan va morir el 1501, no sense reclamacions d'Íñigo López de la Cerda y de la Vega, senyor de Miedes i consort de Madayona. Es va casar amb Mencía Manuel de Portugal (que ja havia estat proposada com a muller del seu pare) i després amb María de Silva y de Toledo. De la primera va tenir tres fills: Isabel (casada amb Pedro Zapata de Ayala); Luis (creat marquès de Cogolludo el 1535, títol vinculat al primogènit de la família Medinaceli, que va morir abans que el seu pare, el 1536), que es va casar amb Ana de Mendoza y Pimentel, de la qual no va tenir fills (però va deixar tres fills il·legítims, Fernando, Antonio i Luis de Berriz y Gamboa, aquest últim de la relació amb Silvia de Gamboa), i Juan de la Cerda y de Portugal; i Gastón III, que va heretar el marquesat de Cogolludo el 1536 i el ducat de Medinaceli el 1537, quan va morir el seu pare Juan. Del segon matrimoni van néixer Juan II de la Cerda y de Silva (successor del seu germanastre); Fernando, comendador de l'orde d'Alcántara, casat amb Ana de Bernemicourt i tronc dels comendadors d'Esparragosa i dels Marquesos de la Rosa i de la Mota de Trejo; Catalina (casada amb Lorenzo Suárez de Mendoza comte de La Coruña), i Luisa (casada amb Antonio Arias-Pardo de Saavedra, senyor de Malagón).
Gastón III de la Cerda, que estava destinat a l'Església i era membre de l'orde de Malta, va abandonar els hàbits per recollir la successió. Va morir el 1552 sense haver deixat fills del seu enllaç amb María Sarmiento. La successió va recaure en el seu germanastre Juan II.
Juan II de la Cerda y de Silva fou virrei i capità general de Sicília i els mateixos càrrecs a Navarra; es va casar amb Juana Manuel de Portugal, de la qual va tenir set fills: María (casada amb Antoni d'Aragó i de Cardona, duc de Montalto; Juan Luis I de la Cerda y de Portugal, duc de Medinaceli; Gastón, que va morir en plena joventut); Sancho (casat amb primeres noces amb Inés de Zúñiga, i en segones amb María de Villena, que era creat marquès de La Laguna de Camero Viejo); Ángela (casada amb Pedro Julio de Luna, duc de Bivona); Blanca (casada amb Fernando de Silva, comte de Cifuentes), i Catalina (casada amb l'home d'estat Francisco Gómez de Sandoval y Rojas, marquès de Dénia i duc de duc de Lerma).
Juan Luis I de la Cerda y de Portugal va casar amb Isabel d'Aragó i de Cardona, i en segones noces amb Juana de Lama y de la Cueva, marquesa de Ladrada, vídua del duc d'Alburquerque. Del primer matrimoni va tenir dos fills: Antonia (casada amb Bernardino Manrique de Lara, marquès d'Aguilar de Campóo), i Juan III de la Cerda y d'Aragó Folc de Cardona, i del segon va tenir dos altres fills: María (casada amb Juan Andrés Hurtado de Mendoza, marquès de Cañete) i Gonzalo de la Cerda y de Lama, que heretà de la seva mare el marquesat de Ladrada i es va casar amb Catalina de Arteaga, i va tenir un fill comú anomenat Juan de la Cerda y Arteaga, que és el tronc dels comtes de Baños. (Família extingida el 1722, passant el títol als comtes de Tebas i després als comtes de Montijo.)
Juan III de la Cerda y d'Aragó Folc de Cardona va morir el 1607 i es va casar amb una filla d'un primer matrimoni de la seva madrastra (o sigui, la segona dona del seu pare) que es deia Ana de la Cueva y de Lama, amb la qual només va tenir una filla, Juana de la Cerda y de la Cueva. Aquesta va heretar el ducat de Medinaceli.

## Dinastia d'Aragó-Montcada

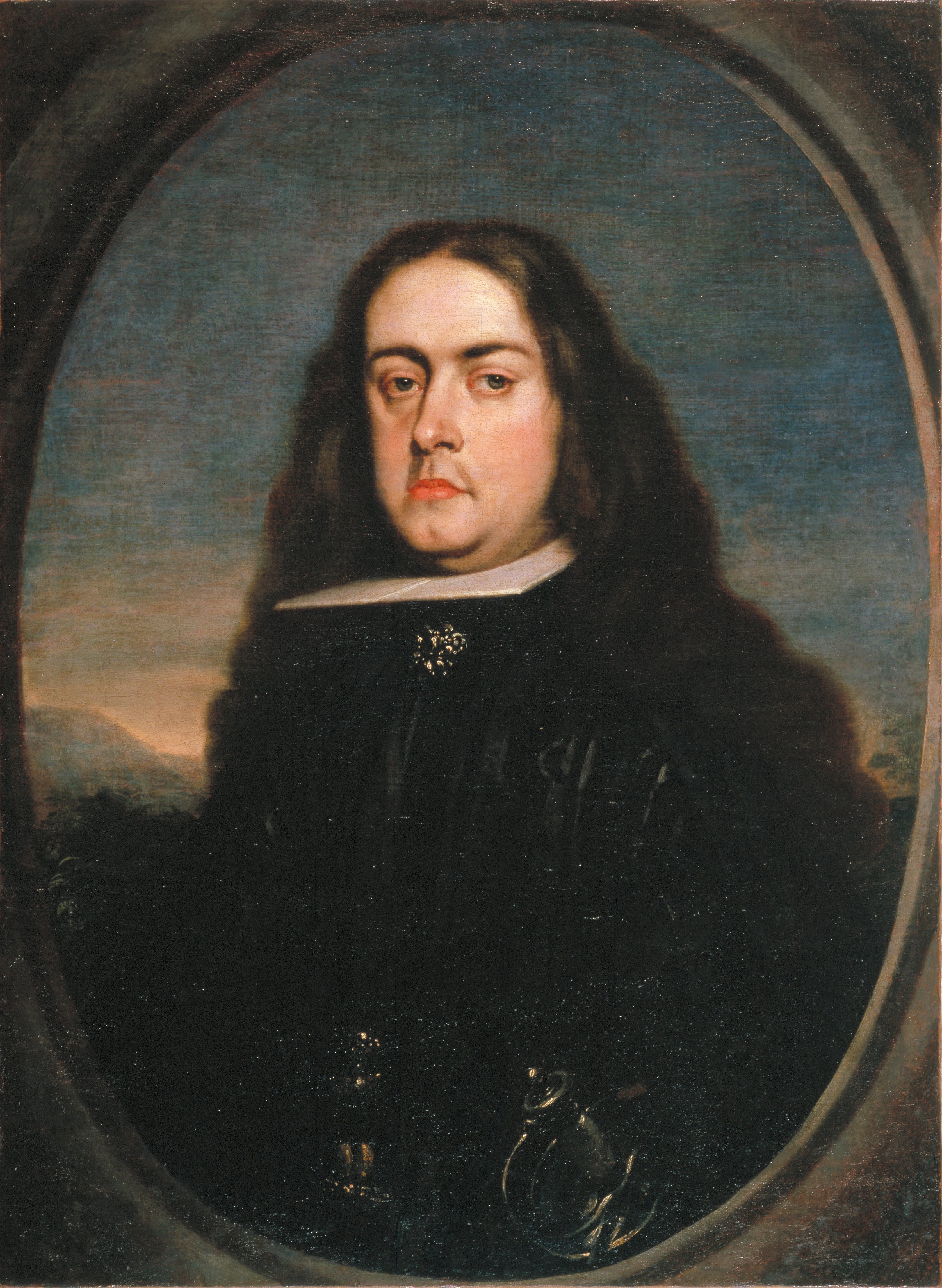
Juan Francisco de la Cerda, VIII duc de Medinaceli, per Claudio Coello (vers 1670)

Juana es va casar amb Antoni d'Aragó i de Montcada, duc de Montalto i Bivona, vidu de la seva bestia Maria; i després, en segones noces, amb Antonio de Toledo Dávila i Colonna, amb el qual va tenir un fill que va adoptar el cognom de la mare: Juan Luis de la Cerda († 1671), va ser virrei i capità general de València, i va casar amb Ana María Luisa Enríquez Afán de Ribera Portocarrero i Cárdenas, duquessa de La Alameda, marquesa de Tarita i comtessa de Molares, que es van incorporar als dominis dels ducs de Medinaceli.
D'aquesta en va tenir quatre fills: Juan Francisco Tomás de la Cerda i Enríquez Afán de Ribera; Tomás Antonio († 1692) marquès de La Laguna de Camero Viejo i per matrimoni també marquès de Paredes de Nava (casat amb Maria Ana Luisa Manrique de Lara i Gonzaga, marquesa de Paredes de Nava) que va ser el tronc de la casa dels comtes de Parcent, que encara existeix; Maria Ana Luisa (casada amb Gaspar Méndez de Haro, marquès de Eliche i fill del comte-duc d'Olivares); i Ana Catalina (casada amb Juan Tomás Enríquez de Cabrera, comte de Melgar i duc de Medina de Rioseco, almirall major de Castella).
Juan Francisco Tomás de la Cerda i Enríquez Afán de Ribera, més conegut com a Juan Francisco de la Cerda, va succeir el seu pare el 1671. Es va casar amb una de les més importants hereves d'Europa, Catalina Antònia d'Aragó Folc de Cardona Fernández de Córdoba i Sandoval, duquessa de Cardona i Sogorb, marquesa de Pallars, Dénia, Villamizar i Comares, i comtessa d'Empúries, Prades, Buendia, Santa Gadea i Ampudia, vescomtessa de Vilamur, baronessa d'Entença; senyora de Lucena i de Solsona, i molts d'altres títols. Aquesta immensa herència va anar a parar als Medinaceli, i Juan Francisco de la Cerda va guanyar en prestigi i influència i va ser primer ministre (1680-1685) del rei, a més d'altres càrrecs.
Van néixer onze fills d'aquest matrimoni: Ana Maria Feliche († 1668); María-Josefa († 1660); Feliche Maria Josefa († 1709, casada amb Luis Francisco Mauricio Fernández de Córdoba-Figueroa, marquès de Priego i duc de Feria, branca que heretà més tard els títols dels Medinaceli); Luis Francisco, duc de Medinaceli, Cardona, Sogorb, Lerma, marquès de Pallars i d'altres, comte d'Empúries, de Prades, i d'altres, i senyor de Solsona i altres llocs; Antonia Basilisa († 1739, casada amb Melchor de Guzmán, marquès de Villamanrique i de Atamonte); Ana Catalina († 1698, casada amb el seu oncle Pere Antoni d'Aragó Folc de Cardona i Fernández de Córdoba-Figueroa duc de Sogorb i Cardona i comte d'Empúries, i en segones núpcies amb Juan Tomás Enríquez de Cabrera, comte de Melgar i duc de Medina de Rioseco, almirall major de Castella, vidu de la seva tia, que es deia també Ana Catalina); Juana († 1724, casada amb Francisco Fernández de la Cueva, duc d'Alburquerque); Lorenza Clara († 1697, casada amb Felip Alexandre Colonna Mancini, duc de Palliano i conestable de Nàpols); Isabel Maria († 1708, casada amb Carles Felip Spinola, duc de Sexto i virrei de Sicília); Francisco de Paula († 1681), i Maria Nicolasa (casada amb Diego Gaspar Vélez-Ladrón de Guevara, comte d'Oñate).

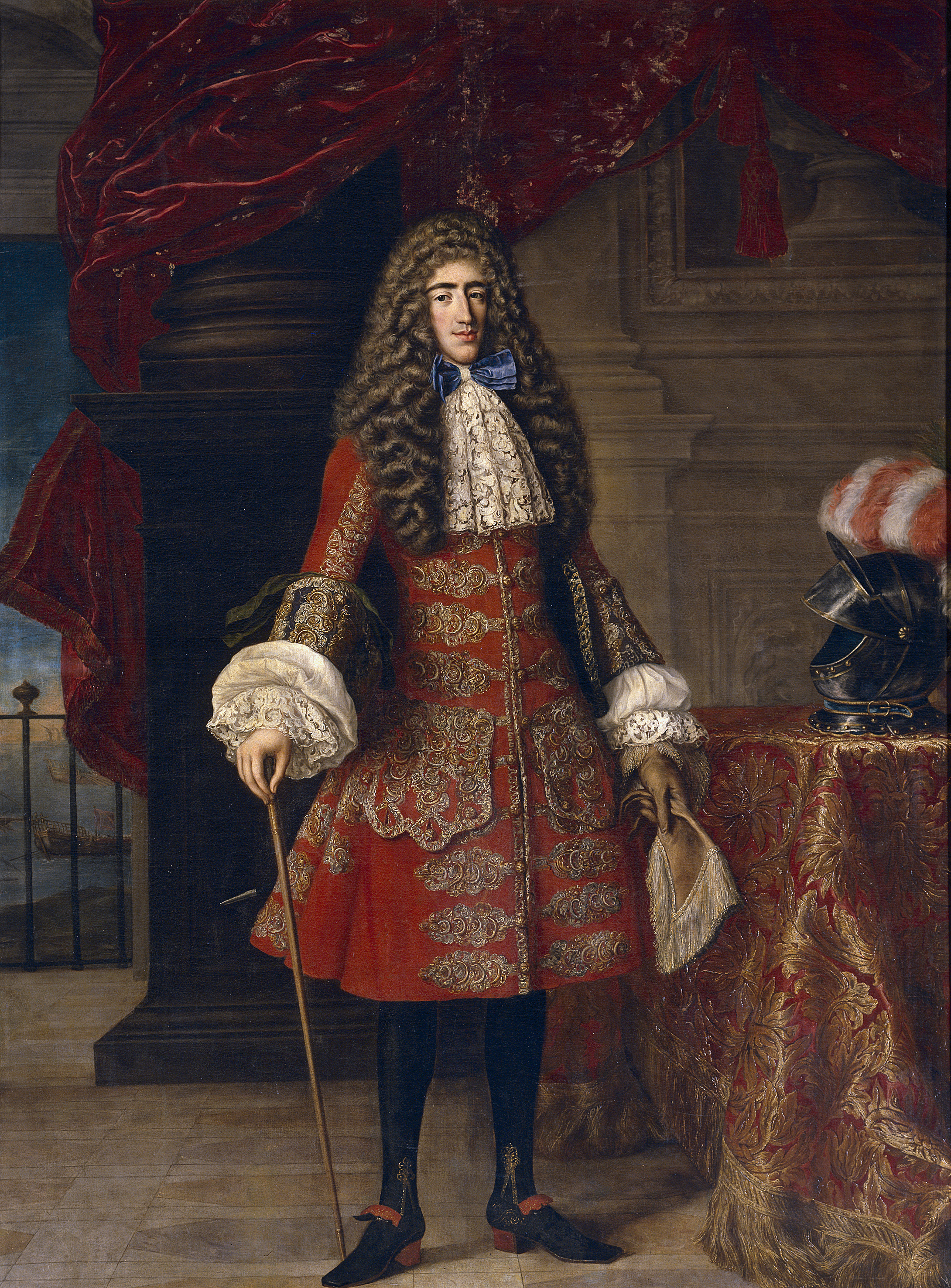
Luis Francisco de la Cerda, IX duc de Medinaceli

Luis Francisco de la Cerda i Aragó va morir el 1711. Fou virrei i capità general de Nàpols i primer ministre del Rei, però va caure en desgràcia i va morir engarjolat a Pamplona. Es va casar amb María de las Nieves Téllez-Girón y de Sandoval, filla dels ducs d'Osuna, amb qui només va tenir una filla, que va néixer morta i fou anomenada Catalina († 1681). Va tenir també un fill natural anomenat Luis, cavaller de l'Orde de Malta, que va morir el 1695 en la lluita contra els algerians. Llavors, la successió (1711) va recaure en la descendència de la seva germana gran, Feliche María († 1709) casada amb Luis Francisco Mauricio Fernández de Córdoba-Figueroa, marquès de Priego i duc de Feria. Així s'acabava el que era considerat el primer llinatge de la noblesa castellana, els de la Cerda.

## Dinastia dels Fernández de Córdoba-Figueroa
Aquest matrimoni va tenir cinc fills: Manuel († 1700; Nicolás (el successor); Luis María, cavaller de Santiago († 1751), María Francisca †1699) i María Encarnación, casada amb Vicente de Toledo y Portugal, comte d'Oropesa.
Nicolás Fernández de Córdoba-Figueroa de la Cerda va morir el 1739. Es va casar amb Jerónima María Spinola y de la Cerda i va tenir sis fills: María Feliche († 1748, casada amb José María de Guzmán-Vélez y Ladrón de Guevara, comte d'Oñate); Teresa Francisca († 1749, casada amb Antonio María Álvarez de Toledo y Osorio, duc de Fernandina); Felipe († 1717); Joaquín († 1717); Luis Antonio (el successor); Juan, casat amb Mariana Sarmiento de Sotomayor, comtessa de Salvatierrra; i Buenaventura († 1777) que fou el Cardenal i Patriarca de les Índies Occidentals.
Luis Antonio Fernández de Córdoba-Figueroa y Spinola va morir el 1768, havent-se casat dues vegades; la primera amb María Teresa de Montcada y Benavides, que li va aportar el Ducat de Caminha i el Marquesat d'Aitona; i la segona amb la princesa María Francisca Pignatelli y Gonzaga. De la primera va tenir quatre fills: el successor Pedro de Alcántara; María Rosario († 1773, casada amb Francisco Ponce de León y Spinola, duc d'Arcos); Ana María (casada amb Antonio de Benavides y de la Cueva, duc de Santisteban del Puerto); y María de los Dolores (casada con Joaquín Ginés de Oca y Moctezuma, marquès de Tenebrón i comte de Moctezuma).
Pedro de Alcántara Fernández de Córdoba-Figueroa y de Montcada va morir el 1790. Es casà dues vegades, la primera amb María Javiera de Gonzaga y Caracciolo i la segona amb María Petronila de Alcántara Pimentel y Cernesio, marquesa de Malpica i de Macera. Del primer matrimoni va tenir el successor Luis María; del segon va tenir sis fills: Manuel Antonio, marquès de Malpica i de Macera (casat amb María del Carmen Pacheco y Téllez-Girón, duquessa d'Arion); Antonio, marquès de Mirabel († 1845); Luis, cavaller de Malta († 1834, casat amb María de la Concepción Ortiz de Sandoval, no van tenir fills); María Dominga († jove); María Simona († jove), i María de la Soledad (casada amb Ángel Agustín de Carvajal y Gonzaga, duc d'Abrantes).
Luis María Fernández de Córdoba y Gonzaga va morir el 1806. Es va casar amb la seva cosina Joaquina de Benavides y Pacheco que li va aportar el Ducat de Santisteban del Puerto; d'aquest matrimoni va tenir dos fills: Joaquina, que va morir jove, i Luis Joaquín.
Luis Joaquín Fernández de Córdoba y Benavides va morir el 1840. Es va casar amb María de la Concepción Ponce de León y Carvajal i va tenir quatre fills: María Luis (casada amb Francisco Javier Fernández de la Henestrosa, marquès de Vera), María de África Josefa (casada amb Ángel María de Carvajal, duc d'Abrantes), Luis Tomás, el successor, i Antonio, duc de Feria per cessió del seu germà, casat amb Maria Rosario Pérez de Barradas, amb la qual no va tenir fills).
Luis Tomás Fernández de Córdoba y Ponce de León va morir el 1873. Va renunciar al ducat de Feria, però el va recuperar quan va morir el seu germà sense haver tingut fills (1853). Es va casar el 1848 amb Ángela Pérez de Barradas, filla dels marquesos de Peñador (que el 1881 fou creada duquessa de Dénia i Tarifa). D'aquest matrimoni va tenir sis fills: Ángela (casada amb Francisco Téllez-Girón duc d'Escalona); Luis María, el successor; María Dulce Nombre (casada amb Alfonso de Silva, duc d'Híjar); Fernando que el 1887 fou creat duc de Lerma; Carlos, duc de Tarifa des del 1889 per cessió materna i de Dénia a la mort de la mare el 1893; i Maria del Carmen (casada amb Francisco Losada de las Rivas, comte de Valdejuana).
Luis María Fernández de Córdoba y Pérez de Barradas va morir el 1879. Es va casar amb María Luisa Fitz-James Stuart y Portocarrero, de la nissaga dels ducs d'Alba, amb la qual no va tenir fills; en segones noces va casar amb Casilda de Salabert y Arteaga, comtessa de Ofalia, que quan va enviudar es va tornar a casar amb Mariano Fernández de Henestrosa, primer duc de Santo Mauro. El duc Luis María va deixar en morir el 1879 un fill pòstum, Luis Jesús María, que va heretar el pare.
Luis Jesús María Fernández de Córdoba y Salabert va morir el 1956. Es va casar amb Ana María Fernández de Henestrosa y Gayaso de los Cobos, filla dels marquesos de Camarasa, però no va tenir fills masculins; es va casar per segon cop amb Concepción Rey y Pablo-Blanco. Del primer matrimoni va tenir la seva hereva Victoria Eugenia Fernández de Córdoba y Fernández de Henestrosa i dues altres filles, una anomenada María de la Paz, que portava el títol de duquessa de Lerma (va morir el 1998 i es va casar amb José Larios y Fernández-Villavicencio, marquès de Larios i marquès de Marzales) i té una extensa descendència; i l'altra anomenada Casilda, que té el títol de duquessa de Cardona (va morir el 1998 i es va casar en primeres noces amb Alfonso Castillejo y de Ussía, marquès d'Aldama, comte d'Armildez de Toledo, mort el 1977, i en segones noces amb Antonio Guerrero Burgos, mort el 1984, i del segons dels quals va néixer el 1982 l'única filla Casilda-Ghislaine Guerrero y Fernández de Córdoba).
Victoria Eugenia Fernández de Córdoba y Fernández de Henestrosa (nascuda el 1917) es va casar el 1938 amb Rafael Medina y Vilallonga. D'aquest matrimoni van néixer Ana (nascuda el 1940, casada amb el príncep Max Emanuel de Hohenlohe-Langenburg que va morir el 1994, i en segones noces amb Jaime de Urzáiz y Fernández del Castillo); Luis (casat amb Mercedes Conradi y Ramírez amb dues filles, Victoria i Casilda de Medina y Conradi); Rafael, duc de Feria, que va tenir problemes amb la justícia per les seves tendències pedòfiles (casat amb Natividad Abascal y Romero-Toro, van tenir dos fills: Rafael Medina y Abascal, duc de Feria, nascut el 1978, i Luis Medina y Abascal, nascut el 1980); i Ignacio, duc de Sogorb, (casat amb Mercedes Maier y Allende i en segones núpcies amb la princesa Maria de la Glòria d'Orleans-Bragança, i van tenir dues filles: María de la Blanca, nascuda el 1986, i Luna, nascuda el 1988).

## Llista dels ducs de Medinaceli
- Bernat de Foix c. 1370-1383
- Isabel de la Cerda 1383-1385
- Gastón I de Foix o de Medinaceli 1385-1404
- Luis I de la Cerda y Mendoza 1404-1447
- Gastón II de la Cerda y Sarmiento 1447-1454
- Luis II de la Cerda y de la Vega 1454-1501
- Juan I de la Cerda y Vique 1501-1537
- Gastón III de la Cerda y de Portugal 1537-1552
- Juan II de la Cerda y de Silva 1552-1575
- Juan Luis I de la Cerda y de Portugal 1575-1594
- Juan III de la Cerda y d'Aragó Folc de Cardona 1594-1607
- Juana de la Cerda y de la Cueva 1607-?
- Juan Luis de la Cerda ?-1671
- Juan Francisco Tomás de la Cerda y Enríquez Afán de Ribera 1671-1691
- Luis Francisco de la Cerda y de Aragón 1691-1711
- Nicolas Fernández de Córdoba-Figueroa de la Cerda 1711-1739
- Luis Antonio Fernández de Córdoba-Figueroa y Spinola 1739-1768
- Pedro de Alcántara Fernández de Córdoba-Figueroa y de Montcada 1768-1790
- Luis Maria Fernández de Córdoba y Gonzaga 1790-1806
- Luis Joaquín Fernández de Córdoba y Benavides 1806-1840
- Luis Tomás Fernández de Córdoba y Ponce de León 1840-1873
- Luis María Fernández de Córdoba y Pérez de Barradas 1873-1879
- Luis Jesús Maria Fernández de Córdoba y Salabert 1879-1953
- María Victoria Eugenia Fernández de Córdoba y Fernández de Henestrosa 1953-2013
- Marco de Hohenlohe-Langenburg y Medina 2014
- Victoria Elisabeth de Hohenlohe-Langenburg y Schimidt-Polex 2017